# Bracon pini
Bracon pini är en stekelart som först beskrevs av Muesebeck 1925.  Bracon pini ingår i släktet Bracon och familjen bracksteklar. Inga underarter finns listade.